# Geltwil
Geltwil é uma comuna da Suíça, no Cantão Argóvia, com cerca de 155 habitantes. Estende-se por uma área de 3,28 km², de densidade populacional de 47 hab/km². Confina com as seguintes comunas: Beinwil, Benzenschwil, Buttwil, Muri, Müswangen (LU).
A língua oficial nesta comuna é o Alemão.